# Блау, Герман
Герман Блау (нем Hermann Blau, 21 января 1871 г. Карлсруэ — 18 февраля 1944 г. Штефанскирхен) — немецкий химик и инженер, является изобретателем газа Блау.  Он был женат на Каролине Блау и имел одну дочь Март и четыре сына: Германа, Рудольфа, Эдмунда и Теодора.
Герман родился 21 января в Карлсруэ, Германская Империя. Он был фармацевтом и учеником нобелевского лауреата Адольфа Фон Бейера. После долгого изучения химии он изобрел синий светильный газ,  получивший название Blaugas,  он мог транспортироваться с стальных баллонах а также обладал большей удельной энергии, чем его угольные аналоги. В 1903 году он регистрирует патент на Blaugas и уже в 1904 году открывает первую фабрику Аугсбурге, позже открылись заводы в Дании и Нидерландах. 
С развитием электрофикации блаугаз сильно терял свои позиции, однако он вновь стал востребованным, когда компания Zeppelin решила использовать его в своих дирижаблях, так как этот газ был довольно легким и очень хорошо подходил для заправки воздушных судов, поэтому в 1929 году в Фридрихсхафене было открыто новое производство блаугаза. В связи с распространения электричества и новых методов добычи пропана осенью 1933 года основной завод в Аугсберге был закрыт.
Герман Блау умер 18 февраля 1944 г. в Штефанскирхене.